# ستاره دریایی خاردار
ستاره دریایی خاردار (نام علمی: Poraniopsis inflata) نام یک گونه از رده ستاره دریایی است.